# 捷成事件

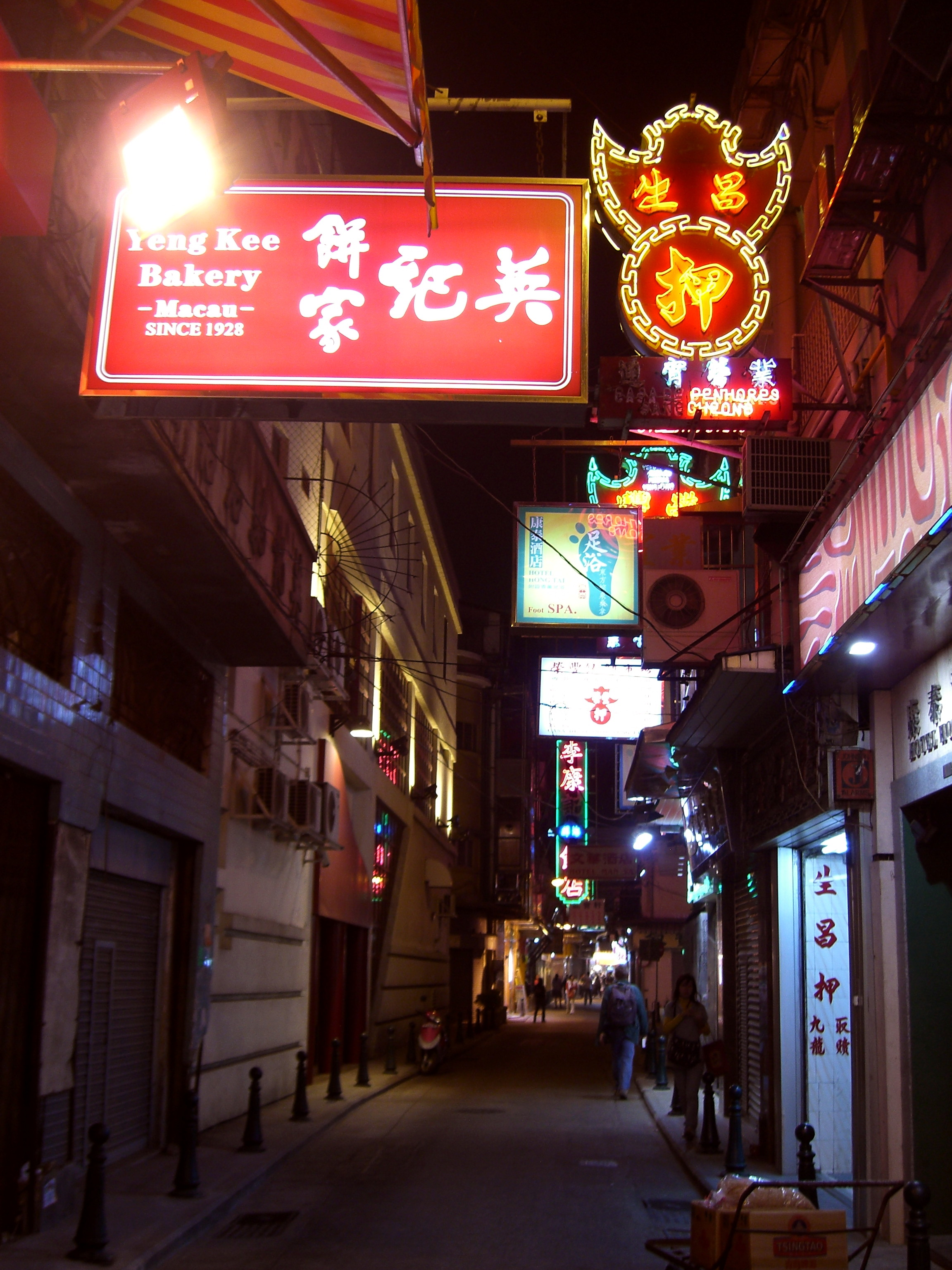
事件發生地──白眼塘

捷成事件，又稱五·二九事件或葡警屠殺華工事件，發生於1922年5月28日起，為澳門歷史上的一次較大規模的群眾運動，取名自事件發生翌日（5月29日）在白眼塘捷成戲院舊址的嚴重警民衝突，而又稱為「葡警屠殺華工事件」，是因為在該次衝突中葡萄牙警察向民工亂槍掃射，造成約200人死傷。事件使當時的澳門陷於一片蕭條，澳門人口亦一度減少超過七成，澳門工運也受到重大挫折。

## 背景
20世纪初，葡萄牙和中國相繼推翻帝制後，中國與葡萄牙在澳門的地位和主權問題上一直存在爭議；同時中國人民要求收回澳門主權的呼聲漸大，不過葡萄牙仍然堅持沿用以往在晚清時期立條件時所持的劃界，而每次談判雙方均無法達成共識，都使中葡關係陷於低潮。加上在事件發生前葡屬澳門政府單方面在澳門填海造地以及發生葡萄牙海軍炮轟中國軍隊事件，更使中葡關係轉趨緊張。

## 起因
1922年5月28日，一名非洲裔的葡國士兵在新馬路街頭調戲中國婦女，途人見狀大為憤怒，當場毆打該名葡兵，其後不斷有羣眾加入毆鬥。後來葡警到場喝停事件，但只指羣眾擾亂治安，並拘捕了其中三名參與毆鬥的工人。消息傳出後使澳門市民相當不滿。

## 事件經過
5月28日晚上，澳門聯合總工會、六團、工親愛會等工會社團在江南茶樓商討保釋事宜，議後派代表到瑞安碼頭第一警區白眼塘警署（即捷成戲院舊址）要求釋放該三名工人，不過警方拒絕。同時有近萬名市民和工人包圍警署，通宵聲援，而當局則派出非洲黑人軍隊支援葡警。至5月29日清晨，警方要求在場民眾散開以便警署換班，但遭民眾拒絕，致使軍警向在場民工開槍鎮壓，導致70死130多人受傷。其後更有傳當局將在場屍體裝船運走，並拋進大海。
結果再度挑起了市民的不滿情緒，其後澳門工人發動全澳罷工、罷市、罷課以表示抗議，同時有七萬多名市民返回中國內地避居，使當時澳門幾乎頓成死市。6月1日，葡屬澳門政府下令所有行業必須即日復業，並將牽涉罷工的68個工會解散。
6月1日廣州市有逾萬名羣眾自發舉行「國民對葡大會」，要求中國政府儘快把澳門主權收回。其後中國勞動組合書記部聯同其他九個團體向全國人民發出傳單，以號召抗議葡屬澳門政府。傳單中則有以下字句：
|  | 葡萄牙官員這種野蠻暴行，簡直把中國人看做螻蟻，……如果認為這僅僅是廣樂的事件而不加抗議的話，那麼我們國家不久就要滅亡了。……事關國家安危和工人榮譽，大家應團結一致起來奮鬥。 |

6月2日，澳門工會派出兩名代表赴廣州與孫中山及時任外交部長伍廷芳會面，要求派出巡洋艦進入澳門支援抗議澳葡政府的行動，並得到接納。6月4日，葡萄牙駐廣州領事接獲中國政府提出的三項要求：
- 將所有非洲軍隊撤離澳門；
- 賠償被害華人的損失；
- 在澳門實施永久禁煙和禁賭。

不過葡萄牙駐廣州領事在三日後回應指是次開槍鎮壓是澳門內部的事，中國政府無權干涉，澳門政府並沒有任意殺害華人。6月10日，葡萄牙駐廣州領事再次接到中國政府的信件，要求澳門政府道歉，並要求嚴懲開槍射殺民工的軍警和履行之前提出的三項要求。
但幾天之后，當時的廣東省省長陳炯明發動六一六事變，迫使廣東國民政府調整兵力，因此削弱對澳門政府的壓力，而人民對捷成事件的視線也被轉移，澳門政府藉此暫時避過了捷成事件的責任。直至同年11月，澳門政府與工人代表再度對話，並答應向受害民工發撫恤金，且恢復被解散的工會，事件才告一段落。

## 影響
事件後，葡屬澳門政府曾一度封鎖有關事件的輿論，並對公眾活動實行管制；而事件期間澳門的市民紛紛返回中國大陸避居，使當時澳門人口由不足十萬人一度減少至只有兩萬餘人，雖然隨後幾年大部份居民逐漸回流返澳門，但澳門工運仍然受滯達20年。白眼塘警署於事件後不久亦被拆卸。
而澳葡政府則繼續在青洲填海，並將炮竹廠和造船廠遷入青洲，把澳門北面一帶成為工業區。直至1950年代再將炮竹廠和造船廠遷移到氹仔和路環。

## 備註
1. ↑  亦有稱「五·二九工潮」、「五·二九血案」、「五·二九慘案」。
2. ↑  亦有稱「葡兵殺害華工事件」。
3. ↑   註: